# Kilsbergen
Kilsbergen é uma cadeia de montanhas de baixa altitude, localizada no noroeste da província histórica de Närke, na área fronteiriça com a Värmland e a Västmanland.
É uma região turística, coberta de florestas, habitadas por numerosos alces, cujo ponto mais alto tem 298 m.